# The Voice Kids UK
The Voice Kids UK is een Brits televisieprogramma dat sinds 10 juni 2017 op ITV wordt uitgezonden. De show is een variatie op The Voice waar kandidaten tussen de 7 en 14 jaar kunnen deelnemen.
Het programma wordt gepresenteerd door Emma Willis.

## Coaches
| Coaches       | Seizoenen | Seizoenen | Seizoenen | Seizoenen | Seizoenen | Seizoenen | Seizoenen |
| Coaches       | 1         | 2         | 3         | 4         | 5         | 6         | 7         |
| ------------- | --------- | --------- | --------- | --------- | --------- | --------- | --------- |
| will.i.am     |           |           |           |           |           |           |           |
| Pixie Lott    |           |           |           |           |           |           |           |
| Danny Jones   |           |           |           |           |           |           |           |
| Jessie J      |           |           |           |           |           |           |           |
| Paloma Faith  |           |           |           |           |           |           |           |
| Melanie C     |           |           |           |           |           |           |           |
| Ronan Keating |           |           |           |           |           |           |           |

## Overzicht
Het eerste seizoen startte op 10 juni 2017. De coachessamenstelling bestond uit Pixie Lott, Danny Jones en will.i.am. In het 2de seizoen keerde alle coaches terug. Vanaf seizoen 3 bestaat het panel van coaches uit 4 coaches. Jessie J vervoegde zich. In seizoen 4 kwam Paloma Faith in de plaats van Jessie J. Melancie C vervoegde zich in seizoen 5 als vervanging van Faith in seizoen 5. Ronan Keating kwam in seizoen 6 als coach als vervanging van Melanie C. Alle coaches keerden terug in seizoen 6.
| Seizoen | Start            | Einde            | Winnaar                   | Winnende Coach | Presentatie | Backstage    | Coaches   | Coaches   | Coaches | Coaches        |
| ------- | ---------------- | ---------------- | ------------------------- | -------------- | ----------- | ------------ | --------- | --------- | ------- | -------------- |
| 1       | 10 juni 2017     | 16 juli 2017     | Jess Folley               | Pixie Lott     | Emma Willis | Cel Spellman | Will.i.am | Pixie     | Danny   | Geen 4de coach |
| 2       | 14 juli 2018     | 21 juli 2018     | Daniel Davies             | Pixie Lott     | Emma Willis | Vic Hope     | Will.i.am | Pixie     | Danny   | Geen 4de coach |
| 3       | 8 juni 2019      | 27 juli 2019     | Sam Wilkinson             | Danny Jones    | Emma Willis | AJ Odudu     | Will.i.am | Jessie J  | Pixie   | Danny          |
| 4       | 11 juli 2020     | 29 augustus 2020 | Justine Afante            | Pixie Lott     | Emma Willis | AJ Odudu     | Will.i.am | Paloma    | Pixie   | Danny          |
| 5       | 27 december 2021 | 29 december 2021 | Torrin Cuthill            | Melanie C      | Emma Willis | AJ Odudu     | Will.i.am | Melanie C | Pixie   | Danny          |
| 6       | 26 december 2022 | 28 december 2022 | Israella Chris            | Pixie Lott     | Emma Willis | AJ Odudu     | Will.i.am | Ronan     | Pixie   | Danny          |
| 7       | 2023             | 2023             | Shanice & Andrea Nyandoro | Will.i.am      | Emma Willis | AJ Odudu     | Will.i.am | Ronan     | Pixie   | Danny          |